# اریک وندت
اریک وندت (به انگلیسی: Erik Vendt) (زادهٔ ۹ ژانویهٔ ۱۹۸۱) شناگر اهل ایالات متحده آمریکا است.